# Everett True
Everett True, född 1961 som Jerry Thackray i Chelmsford, Essex, är en engelsk journalist, författare och musiker, som ibland även använder sig av pseudonymen The Legend!. Han blev intresserad av rockmusik efter att han som ung hört The Residents och tillsammans med några av sina skolkamrater bildade han ett band. I början av 1980-talet skrev True för två nummer av fanzinen Communication Blur innan han startade sin egen zine under namnet The Legend!. 1983 började han arbeta för New Musical Express, men 1988 blev han avskedad och började istället på konkurrenten Melody Maker. Där blev True ombedd att skapa sig en pseudonym, och eftersom The Legend påminde om hans tid på New Musical Express tog han sig namnet Everett True (efter seriefiguren The Outbursts of Everett True).
1991 presenterade True Nirvanas sångare Kurt Cobain för Courtney Love under en konsert med Butthole Surfers och L7. De tre blev goda vänner (Cobain och Love gifte sig året efter) och True var den som körde in Cobain i en rullstol under Nirvanas uppträdande på Reading-festivalen den 30 augusti 1992. 
2006 publicerade True sin bok Nirvana: The True Story som handlar om hans upplevelser med Nirvana och grungescenen i Seattle.